# 圭修のうしみつ天国
『圭修のうしみつ天国』（けいしゅうのうしみつてんごく）は、1989年6月5日（4日深夜）から1991年9月30日（29日深夜）まで中京テレビで放送されていた討論番組である。久保田鉄工（現・クボタ）の一社提供。放送時間は毎週月曜 0:35 - 1:05（日曜深夜、日本標準時）。

## 概要
一般からの参加者同士がスタジオで討論する模様を放送していた深夜番組で、毎回1つの討論テーマを設けては彼らに好きなように討論させていた。司会は圭・修の清水圭と和泉修が担当。ゲストには今井美樹など、当時から著名だった人物を招いていた。
当初は「大学生と社会人の物の価値観の違い」を固定テーマとする内容で、毎回一般の大学生と社会人を集めて討論させていた。同じ世代同士でも立場が変われば「お金」「住宅」「恋愛」などに対する価値観がどう変わるのかを比較するため、社会人側で収録に参加できるのは25歳までという上限を設けていた。放送第1回の討論テーマは「壱万円の使い道について」だった。
しかし放送中期には内容が若干変わり、大学生および25歳までの社会人のみを対象としていた参加資格の制限が取り払われた。これにより、以後は「喫煙している女性と禁煙している男性」といった組み合わせでの討論も行われるようになった。

## オープニングテーマ
- 太陽のストライキ（平松愛理）